# Sint-Pauluskerk (Saint-Léonard)
De Sint-Pauluskerk (Frans: Église Saint-Paul) is een rooms-katholiek kerkgebouw in de tot het Franse departement Pas-de-Calais behorende plaats Saint-Léonard.

## Geschiedenis
Deze kerk werd gebouwd van 1972-1974 voor een nieuwe woonwijk naar ontwerp van Yves Laloy. De wijk ligt in Pont-de-Briques.

## Gebouw
De kerk is gebouwd in de stijl van het naoorlogs modernisme. Het is een kleine kerk met een rechthoekige plattegrond, uitgevoerd in gewapend beton. De vorm is die van een parallellepipedum en het gehele gebouw is wit geschilderd. Boven het portaal verheft zich een klokkengevel in de vorm van een holle halve achtkant. Deze bevat een klok en een groot kruis.